# Pogonophryne marmorata
Pogonophryne marmorata är en fiskart som beskrevs av Norman, 1938. Pogonophryne marmorata ingår i släktet Pogonophryne och familjen Artedidraconidae. Inga underarter finns listade i Catalogue of Life.